# Molibdo-enzimi mononucleari
I Molibdo-enzimi sono una grossa classe di enzimi aventi un atomo di molibdeno contenuto nel cofattore principale. Questa classe di enzimi svolge una funzione catalitica che in generale può essere descritta come trasferitore di un atomo di ossigeno a o da una molecola fisiologica accettore o donatore.
Tutti questi enzimi posseggono l'atomo di molibdeno coordinato da un cofattore organico triciclo piranopterinico per mezzo dei due sostituenti tiolenici.
Il cofattore è spesso chiamato in letteratura molibdopterina, perché era originariamente ritenuto una esclusiva dei molibdo-enzimi. Fu poi riscontrato che la stessa forma è presente anche nei tungsto-enzimi. Il tungsteno è un elemento essenziale solo per alcuni batteri, per lo più termofili. I tungsto-enzimi, come la formato deidrogenasi da Desulfovibrio gigas, appartengono alla famiglia della DMSO reduttasi e sono altamente omologhi ai corrispondenti molibdo-enzimi.
Attualmente sono noti più di 50 molibdo-enzimi coinvolti in reazioni catalitiche al cicli di carbonio, zolfo e azoto suddivisi in due forme base. 
Con l'eccezione del multinucleare centro MoFe7 presente nella nitrogenasi , il molibdeno si trova in tutti i molibdo-enzimi conosciuto in forma mononucleare.
Il molibdeno è un elemento in tracce essenziale per animali, piante e microorganismi ed è l'unico metallo di transizione della seconda linea con rilevanza biologica. Esso è largamente disponibile in natura per i sistemi biologici per la elevata solubilità acquosa dei suoi ossidi ad alta valenza. Il molibdeno è il metallo di transizione più abbondante nell'acqua marina (110nM).

## Classificazione
Il cofattore molibdeno è usato, per classificare queste proteine in famiglie, come stabilito da Russ Hille nel 1996. Il cofattore molibdeno deriva dalla complessassione tra molibdopterina e uno ione di molibdeno. La molibdopterina è probabilmente coinvolta nel mediare il trasferimento elettronico dal centro molibdenico a altri centri e responsabile della modulazione del potenziale di ossidoriduzione del metallo connesso. In base alla sua struttura si hanno in tre famiglie di enzimi prendenti il nome da i loro membri più rappresentativi,  xantina ossidasi, solfito ossidasi e DMSO reduttasi.
Delle grandi famiglie del molibdeno solamente quella della solito ossidasi e la xantina ossidasi vengono riscontrate in tutti i regni viventi, gli organismi associati ad altri sfruttano le Moco-proteine dell'ospitante.  

### Famiglia della xantina ossidasi

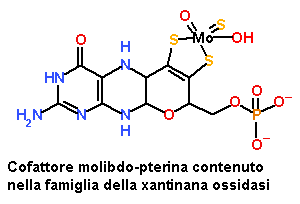

In questa famiglia, che prende il nome dal suo membro più rappresentativo, la xantina ossidasi, il centro catalitico è costituita da un singolo cofattore pterina coordinato mediante ponte ditiolenico al molibdeno.
I membri catalizzano l'idrossilazione ossidativa di una varia gamma di aldeidi e eterocicli aromatici in reazioni che coinvolvono la rottura di un legame C-H.    
Principali membri:
- xantina ossidasi da latte bovino;
- xantina deidrogenasi umana o da fegato di gallina e ratto;
- aldeide ossidasi  umana o bovina;
- aldeide ossidoreduttasi batterica da Desulfovibrio gigas;
- formiato deidrogenasi da Alcaligenes eutrophus;
- CO deidrogenasi da Pseudomonas carboxydovorans;
- acido nicotinico idrogenasi batterica da Clostridium bakteri.

### Famiglia della solfito ossidasi

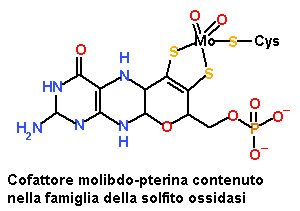

Dal capostipite solfito ossidasi viene chiamata questa seconda famiglia di molibdo-enzimi.
Tipicamente catalizza il corretto trasferimento di un atomo di ossigeno a o da un substrato con un doppietto elettronico disponibile. Tali enzimi svolgono funzioni fisiologiche quali detossificazione e/o assimilazione di solfiti e nitrati.
Il centro catalitico possiede, anch'esso, un singolo cofattore pteridinico coordinato tramite ponte ditiolenico al metallo che completa le coordinazioni con una cisteina.
Principali membri:
- solfito ossidasi umana, vegetale o da fegato bovino, di gallina e ratto;
- nitrato reduttasi da Neurospora crassa e spinaci.

.

### Famiglia della DMSO reduttasi

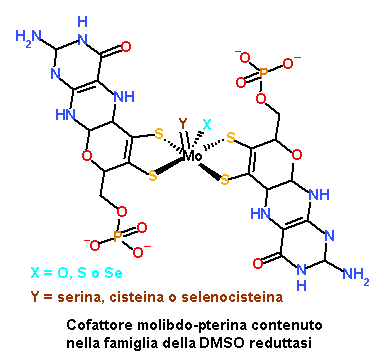

Quest'ultima famiglia, simile alla precedente per funzione catalitica, è composta da enzimi batterici come la DMSO reduttasi, da cui ne prende la denominazione. Tali enzimi si trovano nel periplasma o associati alla membrana cellulare che fungono da ossidasi respiratorie terminali.   
I membri di questa famiglia presentano un doppio cofattore pteridinico coordinato al molibdeno, oltre ad avere più grosse diversità strutturali rispetto alle altre famiglie. Il centro metallico può essere coordinato inoltre da un ossigeno, zolfo o selenio da un lato e da una serina, cisteina o selenocisteina dall'altro.
Principali membri:
- DMSO reduttasi da Rhodobacter capsulatus;
- biotin-S-ossido reduttasi da Escherichia coli;
- nitrato reduttasi da Escherichia coli;
- formiato deidrogenasi da Escherichia coli;
- polisolfuro reduttasi da Wolinella succinogenes;
- arsenito reduttasi da Algaligenes faecalis.